# Halowe Mistrzostwa Europy w Lekkoatletyce 1990 – bieg na 3000 m mężczyzn
Bieg na 3000 metrów mężczyzn – jedna z konkurencji biegowych rozgrywanych podczas halowych lekkoatletycznych mistrzostw Europy w  hali Kelvin Hall w Glasgow. Eliminacje zostały rozegrane 3 marca, a bieg finałowy 4 marca 1990. Zwyciężył reprezentant Francji Éric Dubus. Tytułu zdobytego na poprzednich mistrzostwach nie bronił Dieter Baumann z Republiki Federalnej Niemiec.

## Rezultaty

### Eliminacje
Rozegrano 2 biegi eliminacyjne, do których przystąpiło 18 biegaczy. Awans do finału dawało zajęcie jednego z pierwszych czterech miejsc w swoim biegu (Q). Skład finału uzupełniło dwóch zawodników z najlepszym czasem wśród przegranych (q).
Opracowano na podstawie materiału źródłowego.

#### Bieg 1
| Miejsce | Zawodnik              | Czas    | Uwagi |
| ------- | --------------------- | ------- | ----- |
| 1       | Branko Zorko          | 7:53,81 | Q     |
| 2       | Uwe Pflügner          | 7:54,02 | Q     |
| 3       | Michaił Daśko         | 7:54,57 | Q     |
| 4       | Nick O’Brien          | 7:54,85 | Q     |
| 5       | Zoltán Káldy          | 7:56,46 | q     |
| 6       | Adelino Hidalgo       | 7:58,58 | q     |
| 7       | Steve Crabb           | 7:59,28 |       |
| 8       | Peter Van de Kerkhove | 8:04,12 |       |
| –       | Nazzareno D’Agostino  | DSQ     |       |

#### Bieg 2
| Miejsce | Zawodnik         | Czas    | Uwagi |
| ------- | ---------------- | ------- | ----- |
| 1       | Éric Dubus       | 7:55,19 | Q     |
| 2       | Jacky Carlier    | 7:55,43 | Q     |
| 3       | Mário da Silva   | 7:56,05 | Q     |
| 4       | Ian Hamer        | 7:57,91 | Q     |
| 5       | Juan Carlos Paul | 8:02,57 |       |
| 6       | Federico Gallego | 8:06,38 |       |
| 7       | Enda Fitzpatrick | 8:26,29 |       |
| –       | Cândido Maia     | DSQ     |       |
| –       | Béla Vágó        | DSQ     |       |

### Finał
Opracowano na podstawie materiału źródłowego.
| Miejsce | Zawodnik        | Czas    | Uwagi |
| ------- | --------------- | ------- | ----- |
| 1       | Éric Dubus      | 7:53,94 |       |
| 2       | Jacky Carlier   | 7:54,75 |       |
| 3       | Branko Zorko    | 7:54,77 |       |
| 4       | Michaił Daśko   | 7:55,22 |       |
| 5       | Mário da Silva  | 7:56,34 |       |
| 6       | Uwe Pflügner    | 7:57,90 |       |
| 7       | Ian Hamer       | 7:58,15 |       |
| 8       | Nick O’Brien    | 7:58,76 |       |
| 9       | Zoltán Káldy    | 8:02,33 |       |
| 10      | Adelino Hidalgo | 8:02,71 |       |